# Elisabeth Jerichau-Baumann
Anna Maria Elisabeth Lisinska Jerichau-Baumann (Varsóvia, 21 de novembro de 1819 – Copenhaga, 11 de julho de 1881) foi uma pintora polonesa-dinamarquesa. Ela foi casada com o escultor Jens Adolf Jerichau.

## Biografia
Elisabeth Jerichau-Baumann nasceu em Żoliborz, um bairro de Varsóvia. Seu pai, Philip Adolph Baumann (1776–1863), um cartógrafo, e sua mãe, Johanne Frederikke Reyer (1790–1854), eram de origem alemã.
Aos dezenove anos, ela começou seus estudos na Kunstakademie Düsseldorf, que na época era um dos centros de arte mais importantes da Europa, e seu assunto inicial foi extraído da vida eslovaca. Ela está associada à escola de pintura de Düsseldorf. Começou a expor lá e em 1844 atraiu a atenção do público pela primeira vez. Depois que ela se mudou para Roma, suas pinturas eram principalmente da vida local. Quando Baumann não estava viajando, ela passava muitas horas por dia em seu estúdio em Roma. Ela gostava particularmente dos pintores italianos. Baumann teve grande sucesso no exterior, no entanto, e teve seguidores especiais na França, onde foi representada duas vezes na Feira Mundial de Paris, primeiro em 1867 e novamente em 1878. Em 1852, ela expôs algumas de suas pinturas em Londres, e a Rainha Vitória solicitou uma apresentação privada no Palácio de Buckingham. Entre os retratos apresentados à Rainha estava sua pintura de Hans Christian Andersen, concluída em 1850.